# Emma Naluyima
Emma Naluyima (Entebbe, Uganda, c. 1980) es una veterinaria ugandesa, agricultora urbana, empresaria, educadora de escuela primaria e instructora en la cría de animales y la producción de cultivos

## Trayectoria
Su padre, Chris Kikwabanga, era piloto de línea aérea y su madre, Margaret Nanziri, era banquera.
Naluyima asistió a la escuela primaria Stella Maris en Nkokonjeru, en el distrito de Buikwe. Para sus estudios de secundaria, asistió a Maryhill High School en la ciudad de Mbarara. Luego fue admitida en la Universidad Makerere, la universidad pública más grande y antigua de Uganda, donde se graduó con una licenciatura en Medicina Veterinaria. Posteriormente, obtuvo una Maestría en Investigación de Servicios de Salud en Medicina Veterinaria, por la Universidad de Makerere.
Cuando Naluyima se graduó como BVM en 2004, el Centro Nacional de Recursos Genéticos Animales y Banco de Datos (Nagric), en Entebbe, le ofreció un trabajo a tiempo completo. Después de dos años en Nagric, renunció a su trabajo asalariado en agosto de 2006 y comenzó su primer criadero de cerdos en una pequeña parcela familiar, con 2 millones de chelines (aproximadamente 1.000 dólares estadounidense en ese momento) en dinero prestado. Esa granja porcina le proporcionó el dinero para pagar su maestría. En 2010, se casó con  un maestro de escuela Ssalongo Washington Mugerwa. Compraron 6,5 acres (3 ha) de tierra y Naluyima reubicó a sus diez cerdos a su nuevo hogar.

### Inversiones

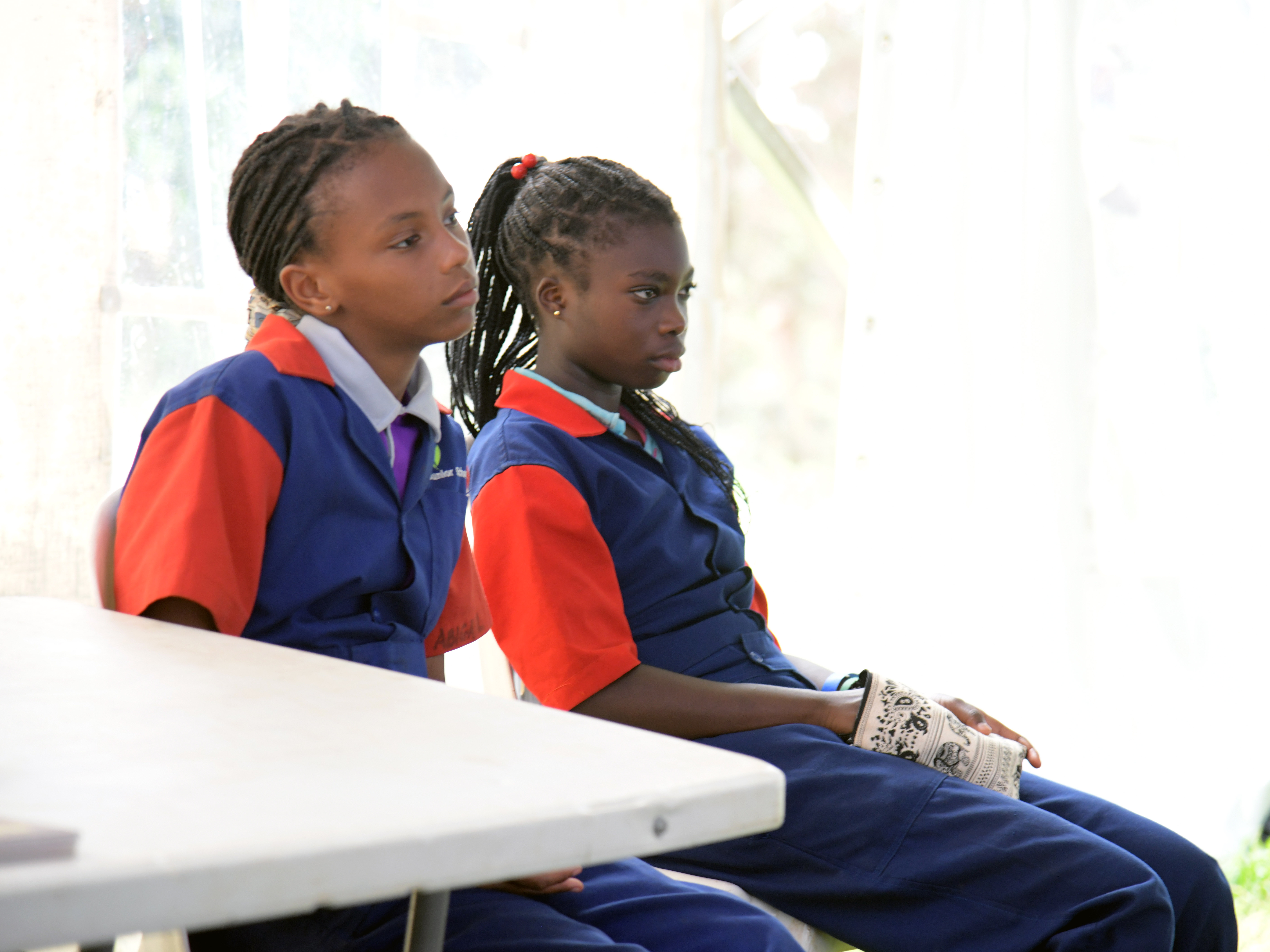
Estudiantes de la Dr. Naluyima

Se convirtió en propietaria de una plantación de tomates y verduras, incluidos patatas, tomates, espinacas, pepinos, y otras verduras de hoja verde. Aparte de llevar una granja porcina de aproximadamente 30 ces de la raza Camborough, tambien es medica en el  Centro de Atención Animal de Entebbe, una clínica veterinaria. Además participa en una escuela primaria con aproximadamente 300 estudiantes y 20 maestros. Cría caracoles donde se para vender cola de caracol a fabricantes de cosméticos. También mantiene alrededor de una docena de vacas lecheras, un rebaño de pollos y cuatro estanques de peces de plástico sobre el suelo llenos de tilapias y bagres. Ha llamado a su granja One Acre Limited.
Emma Naluyima y Ssalongo Washington Mugerwa son padres de cuatro hijos, incluidas dos hijas gemelas primogénitas, nacidas alrededor de 2011.

## Reconocimientos
En septiembre de 2019, Emma Naluyima fue ganadora conjunta del Premio de Alimentación de África 2019 (anteriormente Premio Yara) con Baba Dioum de Senegal. Los dos compartieron un premio en efectivo de 100.000 dólares estadounidenses.